# Іван Нечай
Іва́н Неча́й (рік народження невідомий — пом. після 1673) — український шляхтич, брат Данила Нечая, зять Богдана Хмельницького. Наказний полковник кальницький 1649, резидент Богдана Хмельницького у кримського хана (1650—1653), полковник Білоруського козацького полка (1654—1659).

## Біографія
1649 року, як брат Данило, був представником старшини Брацлавського полку. 1650 року Д. Нечай вислав Івана, який, правдоподібно, відігравав роль «зв'язкового» з татарами, до Криму вивчати кримсько-татарську мову. Татари намагались примусити його прийняти іслам. Влітку 1654 року покинув Крим (втік), повернувся до України.
1655 року брав участь як сотник групи Івана Золотаренка в Білорусі. В травні 1655 був членом посольства Стародубського полковника Тимофія Оникієнка, який віз до царя полонених та штандарти, здобуті під Старим Биховом. Після смерті Івана Золотаренка став восени 1655 командувачем козацьких відділів Білорусі. В листі від 25 (15) грудня 1655 підписався як полковник Чаусівський, Новобихівський. Наприкінці грудня 1655 року відмовив московитам впустити їх воєводу до міст Чауси, Бихов.
В січні (або 5 лютого) 1656 Нечай отримав уряд власне білоруського полковника, чим Хмельницький недвозначно засвідчив свій твердий намір утримувати й надалі цей стратегічно важливий для Гетьманщини регіон. У Білорусі найчастіше резидував у Чаусах.. В лютому Нечай припинив виведення українських залог з Могильовського повіту та силою змусив царські війська залишити території, населення яких склало присягу гетьману Хмельницькому. Посольство московитів до Богдана Хмельницького в березні 1656 вимагало суду над Іваном Нечаєм.
З листа, адресованого гетьману сотниками «полку Нечаєвого, полковника чичерського, чауського, чириківського та інших городов», видно, що на весну 1656 року під його управлінням перебували три могильовські, чауська, заболотська, богородицька, акуменська, городеська, святоозерська, слизька, уланівська, рогозинська, білявицька, чириківська, вербіжська, пропойська, заозерська, чичерська, межевська та смолинська сотні. Наприкінці 1656 року його війська таки взяли обложений Бихов, важливу фортецю в контексті бачення Хмельницьким білоруських земель як частини Гетьманщини. У червні 1657 до Хмельницького прибуло з Москви посольство Ф.Бутурліна, який наполегливо вимагав відкликання Нечая з Білорусі, виведення звідти всіх козацьких залог, повернення в підданство шляхті записаних у козацький компут селян та за намагання заснувати на противагу «царському» Могильову — «козацький» Новий Могилів у Лупулові, а також погрози битися з московитами «яко з неприятелем». Проти Нечая із Смоленська виступив воєвода С.Змієв. Водночас царський уряд призначив воєводою до Борисова В. Б. Шереметьєва, відомого своїми козакофобськими настроями. Останній, прибувши до Борисова, зразу ж відправив до Нечая гінця з вимогою негайно вивести козацькі залоги з Борисівського, Шкловського, Могильовського, Оршанського та Мінського повітів. Нечай відмовився виконати умови ультиматуму, заявивши, що українські війська розміщені у зазначених повітах не для боротьби з царськими ратними людьми, «но для воровання ляховского…, которие крестьян до конца разорили».
Внаслідок збройних зіткнень влітку 1657 року царським військам вдалося витіснити Нечая з Мінська, Копися, Шклова, Сломіка, інших білоруських сіл і містечок. 6 липня 1656 року вислав брата Юрія з Могилева до царя з проханням не усувати козаків з Білорусі. Наприкінці серпня спробував підпорядкувати собі Борисовщину. Наприкінці вересня Нечаю вдалося підписати з новим могильовським воєводою С.Змієвим угоду про розподіл місць дислокації українських і російських військ у Південній Білорусі.
Але вже на початку жовтня Нечай був змушений скаржитися цареві з приводу того, що за наказом воєводи в Могильові та Могильовському повіті козаків силоміць вписують до солдатських і драгунських полків. Виговський на переговорах у Переяславі в 1658 пішов на принципові поступки російській стороні, в тому числі й у білоруському питанні. Окремо в ході переговорів мова йшла про білоруського полковника. Під тиском Хитрово гетьман пообіцяв: «й буде которий полковник (Нечай) не будет чинить досить нашим универсалом, то й его подлуг прав наших будемо карати». Поступки в білоруському питанні, задекларовані Виговським у Переяславі, так і не було реалізовано. Війська Івана Нечая залишилися на колишніх місцях дислокації, але з 1658 року вони потрапили в епіцентр українсько-російського збройного протистояння.

Прихильник Гадяцького договору. 
«Ратних людей многих на переездах побивал, й в городи во Мстиславль й в Кричев к мещаном прелестние листи писал, й в тех городех по его писму мещаня нам великому государю…, изменили й воєвод наших й ратних людей многих побили…»,
 — так писав Олексій Михайлович у грамоті до гетьмана Ю. Хмельницького про дії Івана Нечая. Російське командування було змушене для боротьби з Нечаєм додатково сформувати спеціальний загін під командою окольничого І.Лобанова-Ростовського. У березні 1659 окольничий І.Лобанов-Островський розгорнув операцію під Мстиславлем. На допомогу захисникам міста прийшли з військами Іван Нечай та полковник бихівський Самійло Виговський. Згідно з донесеннями царських воєвод, у розпорядженні Нечая було до 6 тис. козаків. У квітні українські війська в генеральній битві під Мстиславлем зазнали поразки і були змушені відступити від міста.
Влітку 1659 року «Нечайко де от Виговского помоши к себе не чает…», — доносили в Москву царські воєводи. Полковник міг покладатися лише на власні сили та досвід. Активна оборона, організована Нечаєм і Виговським під Старим Биховим, завдавала значних втрат противнику, зводила нанівець усі його спроби оволодіти фортецею. Лобанов-Ростовський доносив у розряд, що «из Бихова к нашим шанцам биают ежеденния вилазки многими конними й пешими людьми». У вилазках брав особисту участь і білоруський полковник, в одному з боїв отримав тяжке поранення — «посечен по голове» його рідний брат Юрій.
30 серпня 1659 київський воєвода, колишній опонент Нечая — воєвода Василь Шереметьєв звернувся до білоруського полковника з пропозицією здати фортецю і, «с полковники заднепровскими совокупясь, служуть великому государю». З аналогічними закликами звернулись й лідери антигетьманського заколоту лівобережні полковники Тиміш Цецюра, Василь Золотаренко та Оникій Силич. Але Нечай проігнорував цю пропозицію.

На переговорах у Переяславі в жовтні 1659 доля козацької займаншини в Білорусі вирішувалася однозначно на користь Москви. 
«В городах й в местечках на Белой Росіи і вперед залогам черкасским не быть»,
 — проголошувала 6 стаття договору Ю. Хмельницького з російським царем. Окремий пункт угоди наголошував на негайному виведенні українських військ із Старого Бихова. Під час переговорів старшина пообіцяла царському послу М.Трубецькому відправити до Нечая наказ, «чтоб он в город Бихов великому государю очистил», натомість вимагаючи від московської сторони гарантій недоторканості особи білоруського полковника.
Потрапив у полон разом з братом і полковником Самійлом Виговським під час московсько-української війни 4 грудня 1659, після багатомісячної оборони Старобихівської фортеці. Засланий разом з братом до Тобольська.
За його звільнення неодноразово клопотався гетьман Юрій Хмельницький та наказний гетьман Лівобережної України Яким Сомко. Як сформульовано в грамоті Олексія Михайловича від 31 серпня 1660 року Юрію Хмельницькому, Нечай «поставил в презренье» царські грамоти про підданство і «царского величества ратным людям… всякіе нестерпимые злости чинил».
З 1667 року після Андрусівського перемир'я проживав у Білорусі.
Загальський староста (1668 року відступив Бобруйське староство Олександру Полубинському взамін на Загальське (згода короля від 17 лютого 1668 року), мав його 1670 року та полковник королівський.
1669 року королівський посол до гетьмана Дорошенка. Проголосував за обрання королем Міхала-Корибута Вишневецького.
Після 1673 року доля невідома.

## Родина та особисте життя
Рід Нечаїв відомий у Мстиславському воєводстві і у Барському старостві на Поділлі. Вважається, що батько знаних козацьких полковників — шляхтич Мстиславського воєводства вийшов та осів на Київщині.
Дружини:
- донька Б. Хмельницького Степанида. Шлюб, певне, 1654—1655 років, точно кілька років перед 1659-м[2].
- друга — Єфросинія, з родини полковника чернігівського Оникія Силича.